# Discografia de Iron Maiden
A discografia da banda inglesa de heavy metal Iron Maiden consiste em dezessete álbuns de estúdio, onze gravados ao vivo, dezenove álbuns de vídeo e quarenta e dois singles.
Desde seus primeiros anos de existência, o Iron Maiden acostumou-se à mudanças em sua formação. Com o vocalista Paul Di'Anno, o baixista e líder Steve Harris, os guitarristas Dave Murray e Dennis Stratton e o baterista Clive Burr, lançaram seu álbum de estreia Iron Maiden em 1980, tornando-se rapidamente um dos principais representantes do movimento cultural que ficou conhecido como "Nova Onda de Heavy Metal Britânico". Com a saída de Stratton e a entrada do guitarrista Adrian Smith, lançaram Killers em 1981. Nesse mesmo ano o vocalista Bruce Dickinson substituiu Paul Di'Anno, fato esse que marcou o início de uma série de lançamentos de grande impacto no cenário do heavy metal mundial.
Em 1982, a banda lançou seu primeiro grande êxito comercial, The Number of the Beast, o primeiro álbum da banda a liderar a lista dos mais vendidos do Reino Unido, marcando o início de uma série de lançamentos que viriam a ganhar inúmeras certificações honrosas ao redor do mundo. O baterista Clive Burr foi substituído por Nicko McBrain, e com ele lançaram Piece of Mind em 1983, seguido por Powerslave em 1984. Seu próximo álbum, Somewhere in Time, foi lançado  em 1986. Em seguida veio o conceituado álbum Seventh Son of a Seventh Son, que foi posto à venda em 1988, e também liderou a lista de mais vendidos do Reino Unido.
A formação se manteve inalterada até que o guitarrista Adrian Smith deixasse a banda durante a produção de No Prayer for the Dying em 1990, sendo substituído por Janick Gers. Fear of the Dark, lançado em 1992, foi o terceiro álbum da banda a liderar as paradas musicais do Reino Unido.
Em 1993, o vocalista Bruce Dickinson também deixa a banda para dar início à sua carreira solo. Seu substituto, Blaze Bayley, estreou em 1995 com The X Factor, álbum que marcou o início de uma decadência na popularidade da banda. Em 1998, foi lançado o álbum Virtual XI, o segundo e último com Bayley.
Dickinson e Smith retornaram a banda em 1999 e no ano seguinte foi lançado Brave New World. Três anos depois, Dance of Death. Esses álbuns trouxeram a banda novamente ao topo. Em 2006, editaram seu álbum mais elaborado, A Matter of Life and Death, que recebeu certificação de ouro, assim como os dois anteriores. Em 2010, foi lançado The Final Frontier, que estreou em primeiro lugar nas paradas musicais de vinte e oito países. Seu décimo sexto álbum de estúdio, The Book of Souls, foi lançado em setembro de 2015 pela Parlophone Records. Em uma semana, The Book of Souls chegou ao topo das paradas musicais de vinte e quatro países, tornando-se o quinto álbum da banda a liderar a lista dos mais vendidos do Reino Unido.
Ao longo de mais de 40 anos de existência, o Iron Maiden se tornou uma das maiores e mais influentes bandas de heavy metal, vendendo mas de 100 milhões de álbuns em todo o mundo.

## Álbuns de estúdio
| Ano                                                                                  | Detalhes | Posição | Posição | Posição | Posição | Posição | Posição | Posição | Posição | Posição | Posição | Certificações              |  |
| Ano                                                                                  | Detalhes | [ 16 ]  | [ 17 ]  | [ 18 ]  | [ 19 ]  | [ 20 ]  | [ 21 ]  | [ 22 ]  | [ 23 ]  | [ 24 ]  | [ 25 ]  | Certificações              |  |
| ------------------------------------------------------------------------------------ | --- | ------- | ------- | ------- | ------- | ------- | ------- | ------- | ------- | ------- | ------- | -------------------------- |  |
| 1980                                                                                 | Iron Maiden - Lançamento: 11 de abril de 1980 - Gravadora: EMI (EMC–3330) - Formato: CD, Cassette, LP, Stereo 8                   | 4       | 16      | 57      | 15      | —       | —       | 18      | 27      | 44      | 147     | - ALE: Ouro - GBR: Platina |  |
| 1981                                                                                 | Killers - Lançamento: 2 de fevereiro de 1981 - Gravadora: EMI (EMC–3357) - Formato: CD, Cassette, LP, Stereo 8                    | 12      | 20      | 49      | 18      | 10      | 17      | 19      | 11      | 20      | 78      | - ALE: Ouro - SWE: Ouro    |  |
| 1982                                                                                 | The Number of the Beast - Lançamento: 22 de março de 1982 - Gravadora: EMI (EMC–3400) - Formato: CD, Cassette, LP, Stereo 8       | 1       | 3       | 11      | 15      | 11      | 13      | 13      | 7       | 13      | 33      | - ALE: Ouro - SWI: Ouro    |  |
| 1983                                                                                 | Piece of Mind - Lançamento: 16 de maio de 1983 - Gravadora: EMI (EMA–800) - Formato: CD, Cassette, LP                             | 3       | 10      | 10      | 2       | 8       | 21      | 9       | 6       | 14      | 14      | - ALE: Ouro - GBR: Platina |  |
| 1984                                                                                 | Powerslave - Lançamento: 3 de setembro de 1984 - Gravadora: EMI (POWER–1) - Formato: CD, Cassette, LP                             | 2       | 15      | 21      | 4       | 9       | 99      | 4       | 5       | 10      | 21      | - ALE: Ouro - GBR: Ouro    |  |
| 1986                                                                                 | Somewhere in Time - Lançamento: 29 de setembro de 1986 - Gravadora: EMI (EMC–3512) - Formato: CD, Cassette, LP                    | 3       | 10      | 15      | 1       | 8       | —       | 8       | 6       | 22      | 11      | - ALE: Ouro - GBR: Ouro    |  |
| 1988                                                                                 | Seventh Son of a Seventh Son - Lançamento: 11 de abril de 1988 - Gravadora: EMI (EMD–1006) - Formato: CD, Cassette, LP            | 1       | 6       | 11      | 1       | 4       | 39      | 3       | 3       | 2       | 12      | - ALE: Ouro - SWI: Ouro    |  |
| 1990                                                                                 | No Prayer for the Dying - Lançamento: 1 de outubro de 1990 - Gravadora: EMI (EMD–1017) - Formato: CD, Cassette, LP                | 2       | 19      | 27      | 3       | 7       | 16      | 4       | 6       | 11      | 17      | - CAN: Platina - GBR: Ouro |  |
| 1992                                                                                 | Fear of the Dark - Lançamento: 11 de maio de 1992 - Gravadora: EMI (EMD–1032) - Formato: CD, Cassette, LP                         | 1       | 8       | 12      | 4       | 5       | 11      | 6       | 8       | 5       | 12      | - CAN: Ouro - GBR: Ouro    |  |
| 1995                                                                                 | The X Factor - Lançamento: 2 de outubro de 1995 - Gravadora: EMI (7243–8–35819–2–4) - Formato: CD, Cassette, LP                   | 8       | 19      | —       | 2       | 16      | 17      | 25      | 4       | 27      | 147     | - GBR: Prata               |  |
| 1998                                                                                 | Virtual XI - Lançamento: 23 de março de 1998 - Gravadora: EMI (7243–4–93915–2–9) - Formato: CD, Cassette, LP                      | 16      | 24      | 60      | 6       | 16      | 19      | 28      | 16      | 39      | 124     | - GBR: Prata               |  |
| 2000                                                                                 | Brave New World - Lançamento: 29 de maio de 2000 - Gravadora: EMI (7243–5–26605–2–0) - Formato: CD, Cassette, LP                  | 7       | 10      | 23      | 2       | 3       | 13      | 4       | 1       | 9       | 39      | - ALE: Ouro - SWE: Ouro    |  |
| 2003                                                                                 | Dance of Death - Formato: 8 de setembro de 2003 - Gravadora: EMI (7243–5–92340–2–1) - Formato: CD, Cassette, LP, DVD-A            | 2       | 3       | 5       | 1       | 2       | 11      | 3       | 1       | 2       | 18      | - ALE: Ouro - SWE: Ouro    |  |
| 2006                                                                                 | A Matter of Life and Death - Lançamento: 25 de agosto de 2006 - Gravadora: EMI (0946–3–72331–2–2) - Formato: CD, Cassette, LP     | 4       | 4       | 2       | 1       | 1       | 11      | 2       | 1       | 2       | 9       | - ALE: Ouro - SWI: Ouro    |  |
| 2010                                                                                 | The Final Frontier - Lançamento: 16 de agosto de 2010 - Gravadora: EMI (50999–6477722–1) - Formato: CD, LP, Download Digital      | 1       | 1       | 1       | 1       | 1       | 5       | 1       | 1       | 1       | 4       | - ALE: Ouro - SWI: Ouro    |  |
| 2015                                                                                 | The Book of Souls - Lançamento: 4 de setembro de 2015 - Gravadora: Parlophone (0825646089246) - Formato: CD, LP, Download Digital | 1       | 1       | 2       | 1       | 1       | 6       | 1       | 1       | 1       | 4       | - ALE: Ouro - ITA: Ouro    |  |
| 2021                                                                                 | Senjutsu - Lançamento: 3 de setembro de 2021 - Gravadora: Parlophone - Formato: CD, LP, Download Digital                          | 2       |         |         |         |         |         |         |         |         |         | - GBR: Prata - HUN: Ouro   |  |
| "—" denota álbuns que não foram lançados no país, ou não entraram na parada musical. | |         |         |         |         |         |         |         |         |         |         |                            |  |

## Álbuns ao vivo
| Ano                                                                                  | Detalhes | Posição | Posição | Posição | Posição | Posição | Posição | Posição | Posição | Posição | Posição | Certificações                                                        |  |
| Ano                                                                                  | Detalhes | [ 16 ]  | [ 17 ]  | [ 50 ]  | [ 51 ]  | [ 21 ]  | [ 52 ]  | [ 22 ]  | [ 23 ]  | [ 24 ]  | [ 53 ]  | Certificações                                                        |  |
| ------------------------------------------------------------------------------------ | --- | ------- | ------- | ------- | ------- | ------- | ------- | ------- | ------- | ------- | ------- | -------------------------------------------------------------------- |  |
| 1985                                                                                 | Live After Death - Lançamento: 14 de outubro de 1985 - Gravadora: EMI (RIP–1) - Formato: CD, Cassette, LP             | 2       | —       | 8       | 10      | —       | 8       | 13      | 8       | 26      | 22      | - AUT: Ouro - CAN: 2× Platina - EUA: Platina - GBR: Ouro - SWE: Ouro |  |
| 1985                                                                                 | Live (Double) Rock in Rio 1985 LP                                                                                     | —       | —       | —       | —       | —       | —       | —       | —       | —       | —       |                                                                      |  |
| 1993                                                                                 | A Real Live One - Lançamento: 22 de março de 1993 - Gravadora: EMI (0777–7–81456–2–2) - Formato: CD, Cassette, LP     | 3       | 11      | 6       | 25      | 29      | 45      | —       | 30      | 25      | 106     | - FRA: Ouro - GBR: Prata                                             |  |
| 1993                                                                                 | A Real Dead One - Lançamento: 18 de outubro de 1993 - Gravadora: EMI (0777–7–89248–2–1) - Formato: CD, Cassette, LP   | 12      | —       | 12      | 50      | 16      | 97      | —       | 14      | 37      | 140     | - GBR: Prata                                                         |  |
| 1993                                                                                 | Live at Donington - Lançamento: 8 de novembro de 1993 - Gravadora: EMI (7243–8–27511–2–0) - Formato: CD, Cassette, LP | 23      | —       | —       | —       | 39      | —       | —       | —       | —       | —       | —                                                                    |  |
| 2002                                                                                 | Rock in Rio - Lançamento: 25 de março de 2002 - Gravadora: EMI (7243–5–38643–0–9) - Formato: CD, Cassette, LP         | 15      | 17      | 8       | 13      | 43      | 43      | 14      | 14      | 17      | 186     | - BRA: Ouro - GBR: Prata - GRE: Ouro                                 |  |
| 2002                                                                                 | BBC Archives - Lançamento: 4 de novembro de 2002 - Gravadora: EMI (7243–5–41277–2–4) - Formato: CD                    | —       | —       | —       | —       | —       | —       | —       | —       | —       | —       | —                                                                    |  |
| 2002                                                                                 | Beast over Hammersmith - Lançamento: 4 de novembro de 2002 - Gravadora: EMI (7243–541277–2–4) - Formato: CD           | —       | —       | —       | —       | —       | —       | —       | —       | —       | —       | —                                                                    |  |
| 2005                                                                                 | Death on the Road - Lançamento: 29 de agosto de 2005 - Gravadora: EMI (0946–3–36437–2–7) - Formato: CD, LP            | 22      | 23      | 5       | 17      | 106     | 39      | 12      | 7       | 17      | —       | - GBR: Prata                                                         |  |
| 2009                                                                                 | Flight 666 - Lançamento: 25 de maio de 2009 - Gravadora: EMI (50999–6977572–7) - Formato: CD, LP                      | 15      | 36      | 14      | 6       | 61      | 50      | 22      | 25      | 24      | 34      | - CAN: Ouro                                                          |  |
| 2012                                                                                 | En Vivo! - Lançamento: 26 de março de 2012 - Gravadora: EMI (50999–301590–2–0) - Formato: CD, LP                      | 19      | 17      | 8       | 4       | 111     | 42      | 16      | 11      | 19      | 80      | —                                                                    |  |
| 2013                                                                                 | Maiden England - Lançamento: 25 de março de 2013 - Gravadora: EMI (50999–973–651–2–7) - Formato: CD, LP               | 30      | 23      | 21      | 14      | 108     | 49      | 29      | 12      | 26      | 148     | —                                                                    |  |
| 2017                                                                                 | The Book of Souls Live Chapter: - Lançamento: 20/11/2017 - Warner Music - Formato: CD, LP                             | -       | -       | -       | -       | -       | -       | -       | -       | -       | -       | __                                                                   |  |
| "—" denota álbuns que não foram lançados no país, ou não entraram na parada musical. | |         |         |         |         |         |         |         |         |         |         |                                                                      |  |

## Compilações
| Ano                                                                                  | Detalhes | Posição | Posição | Posição | Posição | Posição | Posição | Posição | Posição | Posição | Posição | Certificações                                                     |
| Ano                                                                                  | Detalhes | [ 16 ]  | [ 17 ]  | [ 56 ]  | [ 50 ]  | [ 51 ]  | [ 21 ]  | [ 52 ]  | [ 57 ]  | [ 23 ]  | [ 53 ]  | Certificações                                                     |
| ------------------------------------------------------------------------------------ | --- | ------- | ------- | ------- | ------- | ------- | ------- | ------- | ------- | ------- | ------- | ----------------------------------------------------------------- |
| 1996                                                                                 | Best of the Beast - Lançamento: 23 de setembro de 1996 - Gravadora: EMI (7243–8–53184–2–9) - Formato: CD, Cassette, LP                              | 16      | 41      | 28      | 8       | 42      | 26      | 25      | 37      | 11      | —       | - ARG: Platina - BRA: Ouro - FIN: Ouro - GBR: Ouro - SWE: Platina |
| 1999                                                                                 | Ed Hunter - Lançamento: 25 de julho de 1999 - Gravadora: EMI (7243–5–20520–0–4) - Formato: CD                                                       | —       | —       | —       | 27      | 94      | —       | 69      | —       | 43      | —       | - GBR: Prata                                                      |
| 2002                                                                                 | Best of the 'B' Sides - Lançamento: 4 de novembro de 2002 - Gravadora: EMI (7243–5–41277–2–4) - Formato: CD                                         | —       | —       | —       | —       | —       | —       | —       | —       | —       | —       | —                                                                 |
| 2002                                                                                 | Edward the Great - Lançamento: 4 de novembro de 2002 - Gravadora: EMI (7243–5–43103–2–4) - Formato: CD, Cassette                                    | 57      | —       | 46      | 34      | —       | 242     | —       | —       | 16      | —       | - CAN: Ouro - FIN: Ouro - GBR: Ouro - SWE: Ouro                   |
| 2005                                                                                 | The Essential Iron Maiden - Lançamento: 5 de julho de 2005 - Gravadora: Sanctuary (C2K–92832) - Formato: CD                                         | —       | —       | —       | —       | —       | —       | —       | —       | —       | —       | —                                                                 |
| 2008                                                                                 | Somewhere Back in Time The Best of: 1980—1989 - Lançamento: 12 de maio de 2008 - Gravadora: EMI (50999–214–7072–1) - Formato: CD, LP                | 14      | 26      | 19      | 3       | 84      | 39      | 74      | 24      | 2       | 58      | - FIN: Ouro - GBR: Ouro - SWE: Ouro                               |
| 2011                                                                                 | From Fear to Eternity The Best of 1990—2010 - Lançamento: 6 de junho de 2011 - Gravadora: EMI (50999–0273622–8) - Formato: CD, LP, Download Digital | 19      | 22      | 26      | 11      | 19      | 100     | 45      | 16      | 6       | 86      | - GBR: Prata                                                      |
| "—" denota álbuns que não foram lançados no país, ou não entraram na parada musical. | |         |         |         |         |         |         |         |         |         |         |                                                                   |

## Singles
| Ano                                                                                  | Título                                                           | Posição | Posição | Posição | Posição | Posição | Posição | Posição | Posição | Posição | Posição | Posição | Posição | Álbum                        |
| Ano                                                                                  | Título                                                           | [ 16 ]  | [ 61 ]  | [ 50 ]  | [ 62 ]  | [ 63 ]  | [ 64 ]  | [ 65 ]  | [ 52 ]  | [ 22 ]  | [ 23 ]  | [ 24 ]  | [ 61 ]  | Álbum                        |
| ------------------------------------------------------------------------------------ | ---------------------------------------------------------------- | ------- | ------- | ------- | ------- | ------- | ------- | ------- | ------- | ------- | ------- | ------- | ------- | ---------------------------- |
| 1980                                                                                 | "Running Free"                                                   | 34      | —       | —       | —       | —       | —       | —       | —       | —       | —       | —       | —       | Iron Maiden                  |
| 1980                                                                                 | "Sanctuary"                                                      | 29      | —       | —       | —       | —       | —       | —       | —       | —       | —       | —       | —       | Iron Maiden                  |
| 1980                                                                                 | "Women in Uniform"                                               | 35      | —       | —       | —       | —       | —       | —       | —       | —       | —       | —       | —       | Sem álbum                    |
| 1981                                                                                 | "Twilight Zone"                                                  | 31      | —       | —       | —       | —       | —       | —       | —       | —       | —       | —       | —       | Killers                      |
| 1981                                                                                 | "Purgatory"                                                      | 52      | —       | —       | —       | —       | —       | —       | —       | —       | —       | —       | —       | Killers                      |
| 1982                                                                                 | "Run to the Hills" - Prata (GBR)                                 | 7       | —       | —       | —       | 55      | 16      | —       | —       | —       | —       | —       | —       | The Number of the Beast      |
| 1982                                                                                 | "The Number of the Beast"                                        | 18      | —       | —       | —       | —       | 19      | —       | —       | —       | —       | —       | —       | The Number of the Beast      |
| 1983                                                                                 | "Flight of Icarus"                                               | 11      | —       | 19      | —       | —       | 14      | —       | —       | —       | —       | —       | 8       | Piece of Mind                |
| 1983                                                                                 | "The Trooper"                                                    | 12      | 5       | 18      | —       | —       | 12      | —       | —       | —       | 5       | 5       | 28      | Piece of Mind                |
| 1984                                                                                 | "2 Minutes to Midnight"                                          | 11      | —       | —       | —       | 70      | 10      | —       | —       | —       | —       | —       | 25      | Powerslave                   |
| 1984                                                                                 | "Aces High"                                                      | 20      | —       | —       | —       | —       | 29      | —       | —       | —       | —       | —       | —       | Powerslave                   |
| 1985                                                                                 | "Running Free" (ao vivo)                                         | 19      | —       | —       | —       | —       | 12      | —       | —       | —       | —       | —       | —       | Live After Death             |
| 1985                                                                                 | "Run to the Hills" (ao vivo)                                     | 26      | —       | —       | —       | —       | 18      | —       | —       | —       | —       | —       | —       | Live After Death             |
| 1986                                                                                 | "Wasted Years"                                                   | 18      | —       | 3       | —       | —       | 11      | —       | 8       | —       | —       | —       | —       | Somewhere in Time            |
| 1986                                                                                 | "Stranger in a Strange Land"                                     | 22      | —       | 4       | —       | —       | 18      | —       | 22      | —       | —       | —       | —       | Somewhere in Time            |
| 1988                                                                                 | "Can I Play with Madness"                                        | 3       | —       | 2       | —       | 23      | 3       | —       | 6       | 4       | 12      | 23      | 47      | Seventh Son of a Seventh Son |
| 1988                                                                                 | "The Evil That Men Do"                                           | 5       | —       | 4       | —       | —       | 4       | —       | 23      | 7       | —       | —       | —       | Seventh Son of a Seventh Son |
| 1988                                                                                 | "The Clairvoyant"                                                | 6       | —       | —       | —       | —       | 7       | —       | 70      | —       | —       | —       | —       | Seventh Son of a Seventh Son |
| 1989                                                                                 | "Infinite Dreams (ao vivo)                                       | 6       | —       | —       | —       | —       | 6       | —       | —       | —       | —       | —       | —       | Seventh Son of a Seventh Son |
| 1990                                                                                 | "Holy Smoke"                                                     | 3       | —       | 1       | —       | —       | 4       | —       | 25      | —       | —       | 20      | —       | No Prayer for the Dying      |
| 1990                                                                                 | "Bring Your Daughter... to the Slaughter"                        | 1       | —       | 2       | —       | —       | 6       | —       | 17      | —       | —       | 19      | —       | No Prayer for the Dying      |
| 1992                                                                                 | "Be Quick or Be Dead"                                            | 2       | —       | 1       | —       | 32      | 10      | —       | 26      | 3       | 15      | 15      | —       | Fear of the Dark             |
| 1992                                                                                 | "From Here to Eternity"                                          | 21      | —       | 13      | —       | —       | 27      | —       | 70      | —       | —       | —       | —       | Fear of the Dark             |
| 1992                                                                                 | "Wasting Love"                                                   | —       | —       | —       | —       | —       | —       | —       | —       | —       | —       | —       | —       | Fear of the Dark             |
| 1993                                                                                 | "Fear of the Dark" (ao vivo)                                     | 8       | —       | 8       | —       | —       | 17      | —       | —       | —       | —       | —       | —       | A Real Live One              |
| 1993                                                                                 | "Hallowed Be Thy Name" (ao vivo)                                 | 9       | —       | —       | —       | —       | 16      | —       | —       | —       | 37      | —       | —       | A Real Dead One              |
| 1995                                                                                 | "Man on the Edge"                                                | 10      | —       | 1       | 33      | —       | —       | —       | —       | 18      | 23      | —       | —       | The X Factor                 |
| 1996                                                                                 | "Lord of the Flies"                                              | —       | —       | —       | —       | —       | —       | —       | —       | —       | —       | —       | —       | The X Factor                 |
| 1996                                                                                 | "Virus"                                                          | 16      | —       | 3       | —       | —       | —       | —       | 48      | —       | 31      | —       | —       | Best of the Beast            |
| 1998                                                                                 | "The Angel and the Gambler"                                      | 18      | —       | 3       | —       | 61      | —       | —       | 52      | —       | 29      | —       | —       | Virtual XI                   |
| 1998                                                                                 | "Futureal"                                                       | —       | —       | —       | —       | —       | —       | —       | —       | —       | —       | —       | —       | Virtual XI                   |
| 2000                                                                                 | "The Wicker Man"                                                 | 9       | 4       | 11      | 39      | 38      | 35      | 3       | 45      | 9       | 5       | 83      | 19      | Brave New World              |
| 2000                                                                                 | "Out of the Silent Planet"                                       | 20      | —       | 13      | 72      | 66      | —       | 10      | 87      | —       | 35      | —       | —       | Brave New World              |
| 2002                                                                                 | "Run to the Hills" (ao vivo)                                     | 9       | 11      | 5       | 73      | 55      | 38      | 6       | 60      | 15      | 28      | 75      | —       | Rock in Rio                  |
| 2003                                                                                 | "Wildest Dreams"                                                 | 6       | 26      | 1       | 57      | 27      | 19      | 4       | 45      | 5       | 4       | 68      | —       | Dance of Death               |
| 2003                                                                                 | "No More Lies"                                                   | —       | 8       | 3       | 70      | 36      | 25      | 10      | —       | —       | —       | 93      | —       | Dance of Death               |
| 2003                                                                                 | "Rainmaker"                                                      | 13      | 7       | 3       | 71      | 36      | 33      | 13      | 98      | —       | 35      | 94      | —       | Dance of Death               |
| 2005                                                                                 | "The Number of the Beast" (ao vivo)                              | 3       | 12      | 2       | 78      | 76      | 11      | 5       | 98      | 13      | 40      | 42      | —       | Sem álbum                    |
| 2005                                                                                 | "The Trooper" (ao vivo)                                          | 5       | 12      | 5       | 100     | 78      | 16      | 8       | 12      | 34      | 5       | 61      | —       | Death on the Road            |
| 2006                                                                                 | "The Reincarnation of Benjamin Breeg"                            | —       | —       | 1       | 70      | 39      | 18      | —       | —       | 9       | 1       | 74      | —       | A Matter of Life and Death   |
| 2006                                                                                 | "Different World"                                                | 3       | —       | 1       | 99      | 40      | 39      | 3       | —       | —       | 52      | —       | —       | A Matter of Life and Death   |
| 2010                                                                                 | "El Dorado" (single lançado gratuitamente como download digital) | —       | —       | —       | —       | —       | —       | —       | —       | —       | —       | —       | —       | The Final Frontier           |
| 2015                                                                                 | "Speed of Light"                                                 | —       | —       | —       | —       | —       | —       | —       | —       | —       | —       | —       | —       | The Book of Souls            |
| 2016                                                                                 | "Empire of the Clouds"                                           | —       | —       | —       | —       | —       | —       | —       | —       | —       | —       | —       | —       | The Book of Souls            |
| "—" denota lançamentos que não ocorreram no país, ou não entraram na parada musical. |                                                                  |         |         |         |         |         |         |         |         |         |         |         |         |                              |

## Extended plays
| Ano  | Detalhes                                                                                                  | Posição | Posição | Posição | Posição | Posição |
| Ano  | Detalhes                                                                                                  | [ 16 ]  | [ 50 ]  | [ 63 ]  | [ 64 ]  | [ 61 ]  |
| ---- | --- | ------- | ------- | ------- | ------- | ------- |
| 1979 | The Soundhouse Tapes - Lançamento: 9 de novembro de 1979 - Gravadora: Rock Hard (ROK–1) - Formato: CD, LP | —       | —       | —       | —       | —       |
| 1980 | Live!! +one - Lançamento: 1 de novembro 1980 - Gravadora: EMI (EMS–41001) - Formato: Cassette, LP         | —       | —       | —       | —       | —       |
| 1981 | Maiden Japan - Lançamento: 14 de setembro de 1981 - Gravadora: EMI (12EMI–5219) - Formato: Cassette, LP   | 43      | —       | —       | —       | —       |
| 2004 | No More Lies - Lançamento: 29 de março de 2004 - Gravadora: EMI (7–24354–84170–5) - Formato: CD           | —       | 3       | 36      | 25      | 30      |

## Box sets
| Ano  | Detalhes | Nota |
| ---- | --- | --- |
| 1990 | The First Ten Years - Lançamento: 12 de fevereiro de 1990 - Gravadora: EMI - Formato: LP, CD                               | - Este box set de dez discos foi lançado para comemorar o décimo aniversário da banda. Cada reedição vem em conjunto a dois singles (como um EP), todos com comentários do baterista Nicko McBrain, intitulados "Listen with Nicko!".                                                |
| 1998 | Eddie's Head - Lançamento: 30 de novembro de 1998 - Gravadora: EMI (7243–4–97999–0–5) - Formato: CD                        | - Este box set de edição limitada contêm os 12 primeiros álbuns da banda, de Iron Maiden à Live at Donington, todos remasterizados e com conteúdo extra (letras completas, trabalhos artísticos, fotos e seções multimídia, além de singles adicionados como faixa bônus).           |
| 2002 | Eddie's Archive - Lançamento: 4 de novembro de 2002 - Gravadora: EMI (7243–5–41277–2–4) - Formato: CD                      | - Este box set de edição limitada conta com três discos duplos, são ao todo 77 gravações raras remasterizadas. |
| 2012 | Picture Disc Collection - Lançamento: 15 de outubro de 2012 - Gravadora: EMI (5–099941–648001) - Formato: LP               | - Este box set contêm os sete primeiros lançamentos de estúdio e seu primeiro álbum ao vivo, de 1985 Live After Death, todos em picture disc. |
| 2014 | The Complete Albums Collection - Lançamento: 13 de outubro de 2014 - Gravadora: Parlophone (8–25646–22290–2) - Formato: LP | - Este box contêm os sete primeiros álbuns de estúdio e o primeiro álbum ao vivo, Live After Death, desta vez relançado em vinil preto. Além dos álbuns, traz todos os singles dos anos 1980 relançados em vinil preto de 7 polegadas, todos, assim como os álbuns, em picture disc. |

## Videografia

### Vídeos
| Ano                                                                                  | Detalhes | Posição     | Posição   | Posição   | Posição  | Posição       | Posição | Posição  | Posição | Posição | Posição        | Certificações                    |
| Ano                                                                                  | Detalhes | Reino Unido | Austrália | Finlândia | Alemanha | Países Baixos | Noruega | Portugal | Espanha | Suíça   | Estados Unidos | Certificações                    |
| ------------------------------------------------------------------------------------ | --- | ----------- | --------- | --------- | -------- | ------------- | ------- | -------- | ------- | ------- | -------------- | -------------------------------- |
| 1981                                                                                 | Live at the Rainbow - Lançamento: maio de 1981 - Gravadora: PMI (MVR–99–0018–2) - Formato: VHS                                                           | —           | —         | —         | —        | —             | —       | —        | —       | —       | —              | —                                |
| 1983                                                                                 | Video Pieces - Lançamento: 23 de julho de 1983 - Gravadora: PMI (MVS–99–0002–2) - Formato: LD, VHS                                                       | —           | —         | —         | —        | —             | —       | —        | —       | —       | —              | —                                |
| 1984                                                                                 | Behind the Iron Curtain - Lançamento: 23 de outubro de 1984 - Gravadora: PMI (MVR–99–0039–2) - Formato: LD, VHS                                          | —           | —         | —         | —        | —             | —       | —        | —       | —       | 16             | - EUA: Ouro                      |
| 1985                                                                                 | Live After Death - Lançamento: 15 de outubro de 1985 - Gravadora: PMI (MVN–99–1094–2) - Formato: LD, VHS                                                 | 1           | 1         | —         | —        | —             | 2       | 2        | —       | —       | 2              | - CAN: 2× Platina - EUA: Platina |
| 1987                                                                                 | 12 Wasted Years - Lançamento: outubro de 1987 - Gravadora: PMI (MVN–99–1152–2) - Formato: LD, VHS                                                        | —           | —         | —         | —        | —             | —       | —        | —       | —       | 10             | - EUA: Ouro                      |
| 1989                                                                                 | Maiden England - Lançamento: 8 de novembro de 1989 - Gravadora: PMI (MVN–99–1195–3) - Formato: LD, VHS                                                   | —           | —         | —         | —        | —             | —       | —        | —       | —       | 6              | - CAN: Ouro - EUA: Ouro          |
| 1990                                                                                 | The First Ten Years: The Videos - Lançamento: novembro de 1990 - Gravadora: PMI (MVN–99–1246–3) - Formato: LD, VHS                                       | —           | —         | —         | —        | —             | —       | —        | —       | —       | —              | - CAN: Ouro                      |
| 1992                                                                                 | From There to Eternity - Lançamento: outubro de 1992 - Gravadora: SMV (19V–49132) - Formato: VHS                                                         | —           | —         | —         | —        | —             | —       | —        | —       | —       | 7              | —                                |
| 1993                                                                                 | Donington Live 1992 - Lançamento: 10 de novembro de 1993 - Gravadora: PMI (MVN–49–1156–3) - Formato: VHS, LD                                             | —           | —         | —         | —        | —             | —       | —        | —       | —       | —              | - ARG: Platina                   |
| 1994                                                                                 | Raising Hell - Lançamento: maio de 1994 - Gravadora: PMI (MVN–49–1264–3) - Formato: LD, VHS                                                              | —           | —         | —         | —        | —             | —       | —        | —       | —       | 15             | —                                |
| 2001                                                                                 | Classic Albums: Iron Maiden – The Number of the Beast - Lançamento: 26 de novembro de 2001 - Gravadora: Eagle Vision (EREDV229) - Formato: DVD, VHS, UMD | —           | —         | —         | —        | —             | 9       | —        | —       | —       | —              | - AUS: Ouro                      |
| 2002                                                                                 | Rock in Rio - Lançamento: 10 de junho de 2002 - Gravadora: Sanctuary (SVE5001) - Formato: DVD, VHS, UMD                                                  | 1           | 3         | 3         | 2        | —             | 2       | —        | —       | —       | 2              | - ALE: Ouro - POL: Ouro          |
| 2003                                                                                 | Visions of the Beast - Lançamento: 2 de junho de 2003 - Gravadora: EMI (7243–4904039–7) - Formato: DVD                                                   | —           | 9         | 1         | 41       | —             | 1       | —        | —       | —       | 5              | - ALE: Ouro - GBR: Platina       |
| 2004                                                                                 | The History of Iron Maiden – Part 1: The Early Days - Lançamento: 1 de novembro de 2004 - Gravadora: EMI (7243–5–44317–9–1) - Formato: DVD               | 3           | 32        | 1         | 76       | 23            | 2       | 12       | 1       | —       | —              | - ARG: Platina - GBR: Ouro       |
| 2006                                                                                 | Death on the Road - Lançamento: 6 de fevereiro de 2006 - Gravadora: EMI (0946–3–36437–9–6) - Formato: DVD                                                | 1           | 3         | 1         | —        | —             | 1       | —        | 2       | 78      | 14             | - AUS: Ouro - FRA: Ouro          |
| 2008                                                                                 | Live After Death - Lançamento: 4 de fevereiro de 2008 - Gravadora: EMI (0094637952290) - Formato: DVD                                                    | 1           | 1         | 1         | 1        | —             | 2       | 2        | 1       | 1       | 2              | - ALE: Ouro - GBR: Ouro          |
| 2009                                                                                 | Iron Maiden: Flight 666 - Lançamento: 25 de maio de 2009 - Gravadora: EMI (50999–6981449–5) - Formato: Blu-ray, DVD                                      | 1           | 1         | 1         | 1        | 3             | 1       | 2        | 2       | 1       | 1              | - ALE: Platina - NZL: Ouro       |
| 2012                                                                                 | En Vivo! - Lançamento: 26 de março de 2012 - Gravadora: EMI (50999–301597–9–2) - Formato: Blu-ray, DVD                                                   | 1           | 1         | 1         | 1        | 2             | 1       | 3        | 1       | 2       | —              | - ALE: Ouro - POL: Ouro          |
| 2013                                                                                 | Maiden England '88 - Lançamento: 25 de março de 2013 - Gravadora: EMI (50999–973317–9–7) - Formato: DVD                                                  | 2           | 3         | 2         | 2        | 2             | —       | 8        | 1       | 2       | 1              | —                                |
| "—" denota lançamentos que não ocorreram no país, ou não entraram na parada musical. | |             |           |           |          |               |         |          |         |         |                |                                  |

### Videoclipes
| Ano  | Título                                    | Diretor(es)                      |
| ---- | ----------------------------------------- | -------------------------------- |
| 1980 | "Women in Uniform"                        | Doug Smith                       |
| 1981 | "Wrathchild"                              | Dave Hillier                     |
| 1982 | "Run to the Hills"                        | David Mallet                     |
| 1982 | "The Number of the Beast"                 | David Mallet                     |
| 1983 | "Flight of Icarus"                        | Jim Yukich                       |
| 1983 | "The Trooper"                             | Jim Yukich                       |
| 1984 | "2 Minutes to Midnight"                   | Tony Halton                      |
| 1984 | "Aces High"                               | Jim Yukich                       |
| 1986 | "Wasted Years"                            | Jim Yukich                       |
| 1986 | "Stranger in a Strange Land"              | Julian Caidan                    |
| 1988 | "Can I Play with Madness"                 | Julian Doyle                     |
| 1988 | "The Evil That Men Do"                    | Toby Philips, Steve Harris       |
| 1988 | "The Clairvoyant                          | Julian Caiden, Steve Harris      |
| 1989 | "Infinite Dreams                          | Steve Harris                     |
| 1990 | "Holy Smoke"                              | Steve Harris                     |
| 1990 | "Tailgunner"                              | Steve Harris                     |
| 1990 | "Bring Your Daughter... To the Slaughter" | Steve Harris                     |
| 1992 | "Be Quick or Be Dead"                     | Wing Ko                          |
| 1992 | "From Here to Eternity"                   | Ralph Ziman                      |
| 1992 | "Wasting Love"                            | Samuel Bayer                     |
| 1993 | "Fear of the Dark"                        | Samuel Bayer                     |
| 1993 | "Hallowed Be Thy Name"                    | Samuel Bayer                     |
| 1995 | "Man on the Edge"                         | Wing Ko                          |
| 1996 | "Afraid to Shoot Strangers"               | Steve Lazarus, Steve Harris      |
| 1996 | "Lord of the Flies"                       | Steve Lazarus, Steve Harris      |
| 1996 | "Virus"                                   | Steve Lazarus, Steve Harris      |
| 1998 | "The Angel and the Gambler"               | Simon Hilton                     |
| 1998 | "Futureal"                                | Steve Lazarus                    |
| 2000 | "The Wicker Man"                          | Dean Karr                        |
| 2000 | "Out of the Silent Planet"                | David Pattenden, Trevor Thompson |
| 2000 | "Brave New World"                         | Dean Karr                        |
| 2003 | "Wildest Dreams"                          | Howard Greenhalgh                |
| 2003 | "Rainmaker"                               | Howard Greenhalgh                |
| 2004 | "No More Lies"                            | Mathew Amos                      |
| 2006 | "The Reincarnation of Benjamin Breeg"     | Mathew Amos                      |
| 2006 | "Different World"                         | Howard Greenhalgh                |
| 2010 | "The Final Frontier"                      | Nick Scott Studios               |
| 2015 | "Speed of Light"                          | Llexi Leon                       |

## Tributos
| - Made in Tribute: A Tribute to the Best Band in a Whole Goddamn World! (1998) - A Call to Irons (1998) - Transilvania 666 (1999) - A Call to Irons Vol. 2 (1999) - Slave to the Power (2000) - A Tribute to the Beast (2002) - A Tribute to the Beast, Vol. 2 (2003) - Food for Thought (2005) - The Piano Tribute to Iron Maiden (2005) - Numbers from the Beast (2005) - Maiden Heaven (2008) - The Golden Beast (2008) |